# Міккель Рюгор
Міккель Рюгор Єнсен (дан. Mikkel Rygaard Jensen, нар. 25 грудня 1990, Нюкебінг-Фальстер) — данський футболіст, півзахисник шведського клубу «Геккен».

## Ігрова кар'єра
У дорослому футболі дебютував 2006 року виступами за команду «Герфельге», в якій провів один сезон, взявши участь у 7 іграх чемпіонату.

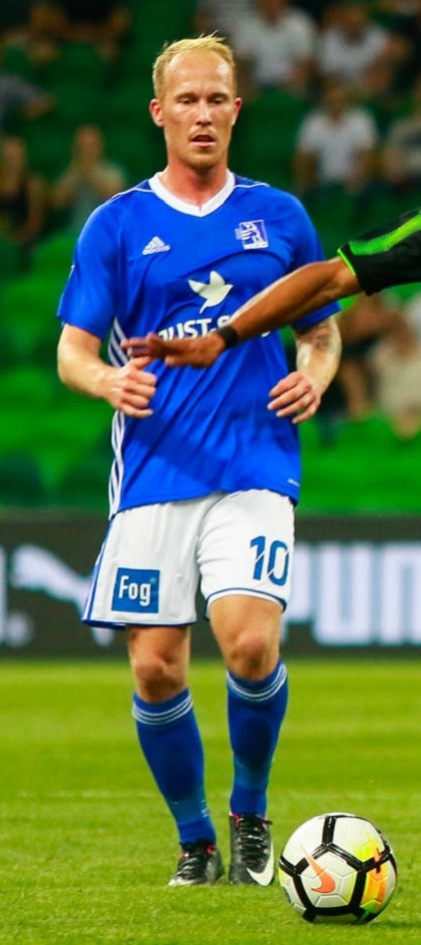
Міккель Рюгор під час виступів за «Люнгбю». 2017 рік.

У травні 2007 року вирушив на перегляд в англійський «Чарльтон Атлетик», з яким у результаті підписав контракт на два роки, приєднавшись до молодіжної команди до 18 років. Під час свого перебування в «Чарльтоні» Рюгор зіграв два товариські матчі за першу команду під керівництвом головного тренера Алана Пард'ю, але в офіційних матчах в Англії так і не дебютував. Через це 30 січня 2009 року, після півтора сезону в «Чарльтоні», Рюгор повернувся до «Герфельге». Згодом з 2009 по 2015 рік грав у складі інших місцевих нижчолігових команд «Кеге», «Нюкебінг» та «Нествед».
26 січня 2016 року Рюгор перейшов до «Люнгбю». У перший же сезон з клубом став переможцем другого дивізіону та вийшов у Суперлігу. 16 липня того ж року дебютував у вищому дивізіоні чемпіонату Данії у грі першого туру з «Копенгагеном». Рюгор вийшов на поле на 58-й хвилині, але вже через п'ять хвилин був замінений назад. За підсумками дебютного сезону в еліті клуб сенсаційно посів третє місце, внаслідок чого потрапив до Ліги Європи. 29 червня 2017 року Міккель дебютував у єврокубках у матчі першого кваліфікаційного раунду з валлійським «Бангор Сіті», але цей сезон 2017/18 років для «Люнгбю» складався невдало, не пройшовши кваліфікацію у груповий етап, клуб у чемпіонаті боровся за виживання, а його фінансове становище погіршилося. В результаті Рюгор покинув клуб у лютому 2018 року після того, як не отримав свою січневу зарплату.
12 лютого 2018 року Рюгор приєднався до клубу «Норшелланн», уклавши з ним угоду на три з половиною роки. За підсумками сезону 2017/18 разом із клубом знову посів третє місце та потрапив до єврокубків на майбутній сезон. Надалі протягом трьох років у «Нордшелланні» Рюгор бувв ключовим гравцем клубу, забивши загалом 13 голів і зробивши 19 результативних передач у 97 матчах.
25 грудня 2020 року, у свій 30-й день народження, Рюгор підписав трирічний контракт з польським клубом другого дивізіону ЛКС (Лодзь). Тут данець провів один рік, взявши участь за цей час у 29 іграх у Першій лізі та трьох у кубку, в яких забив два м'ячі.
30 грудня 2021 року Рюгор перейшов у «Геккен», підписавши з клубом дворічний контракт. У дебютному сезоні він зарекомендував себе як якісний гравець, зігравши за клуб 31 матч у всіх змаганнях, забивши 11 голів і віддавши чотири результативні передачі, допомігши своїй команді здобути їхній перший в історії титул чемпіона Швеції. Наприкінці сезону його було обрано найкращим півзахисником сезону у Аллсвенскан. Згодом у 2023 та 2025 роках Маккель з командою ставав володарем Кубка Швеції. Станом на 7 травня 2025 року відіграв за команду з Гетеборга 90 матчів в національному чемпіонаті.

## Виступи у збірній
Рюгор грав за юнацькі збірні Данії до 18, 19 та 20 років у період з 2008 по 2009 рік.

## Титули і досягнення
- Чемпіон Швеції (1):

«Геккен»: 2022
- Володар Кубка Швеції (2):

«Геккен»: 2022/23, 2024/25